# Lager Čardak
Čardak ist eine ehemalige Feriensiedlung am Südrand der Deliblatska peščara im Bezirk Južni Banat, Serbien, die seit 1991 als Flüchtlingslager dient. Das Lager befindet sich etwa drei Kilometer nordnordöstlich des Dorfes Deliblato, auf dessen Gemarkung in der Gemeinde Kovin es liegt.
Während der Jugoslawienkriege wurden Serben aus Kroatien und Bosnien-Herzegowina vertrieben oder sind geflüchtet. Einige von ihnen fanden Zuflucht in der ehemaligen Ferienhaussiedlung Čardak. 2005 lebten etwa 200 Personen im Lager. Seit Ende März 2020 werden im Zuge der COVID-19-Pandemie Flüchtlinge aus dem Nahem und Mittlerem Osten nach Čardak verbracht.